# 菊池久志
菊池 久志（きくち ひさし、1977年10月3日ー）は、日本の映像ディレクター。東京都出身。ミュージック・ビデオやCMなどを手がける。

## 人物
1977年、東京生まれ。国内外のCMのディレクション及び多数のミュージックビデオ、ファッション映像などを手がける。2008年、ROBOT COMMUNICATIONS INC.とのマネジメント契約を経て、2018年にプロスケートボーダーからスタイリストまで多彩なクリエイターが所属するクリエイターズマネジメント「NEPO」を立ち上げ、多方面で活躍中。2020年には脚本・監督作品である劇場映画「STAND STRONG」が全国公開。2024年5月31日には自身初となるドキュメンタリー映画「キッチンから花束を」が全国公開された。

## 主な作品

### 映画
2024年　キッチンから花束を
2020年　STAND STRONG

### MV（ミュージック・ビデオ）
- GReeeeN 『ミセナイナミダハ、きっといつか』
- [Alexandros] 『ワタリドリ』『Dracura La』
- ICONIQ 『BYE NOW!』
- エレファントカシマシ 『新しい季節へキミと』『絆』
- 千晴 『STOP!!! feat. 三浦大知』
- BENI 『もう二度と・・・』
- SoulJa 『ここにいるよ feat. 青山テルマ』
- 青山テルマ 『何度も』
- Every Little Thing 『キラメキアワー』
- Avril Lavigne『HELLO KITTY』
- androp『Hikari』『Home』

### CM（コマーシャル）
- ASICS skateboarding『VIC NBD』（web）2022
- キューピー　Qummy ブランドムービー（web）2022
- NTT東日本『「ミライはどこから来るの？」宣言』篇 2021
- Def Tech 『Surfer's Paradise』2022
- TOYOTA Yaris 2021
- Axcelead『Mr. A』（web）2021
- 日本航空『JAL HAWAII Style yourself』2019
- SUZUKI 『SWIFT SPORT パイロン』篇
- SUNSTAR 『VO5』
- Dejavu 『Lash knockout』
- SUZUKI 『SWIFT 水泳』篇
- ホーユー 『メンズビューティーン』
- 東京ガス
- Panasonic 『P901itv』
- YAMAHA 『NOUVO』
- ZIMA
- ユニ・チャーム 『超立体マスクマン』
- NEC
- GINZA SIX『銀座大食堂』
- Sealy『天使の眠り』
- H.I.S.『HAWAII』
- NTT docomo『ラグビーワールドカップ2019』（web)
- HADO『WORLD CUP 2017』（web)
- HADO『AR× Sports』（web)
- BVLGARI（web)
- アヴリル・ラヴィーン『ヘッド・アバーヴ・ウォーター スペシャルプロモーション』
- グリコ乳業『おなか姫』
- TOYOTA Harrier （web)

### その他
- L'Arc〜en〜Ciel
  - 『またハートに火をつけろ』ツアー映像
  - 『Theater of kiss』ツアー映像
- BeeTV 『Sweetroom Triangle』ショートドラマ